# Castildelgado
Castildelgado est une commune située dans le Nord de l’Espagne, comarque de Montes de Oca, dans la Communauté autonome de Castille-et-León, province de Burgos. C'est aussi le nom du chef-lieu de la commune.
Sa population était de 83 habitants en 2004, puis de 56 habitants en 2010.
Le Camino francés du Pèlerinage de Saint-Jacques-de-Compostelle passe par cette localité.

## Géographie

### Municipios limitrophes
- Au nord : Redecilla del Campo et Ibrillos
- À l'est : Redecilla del Camino
- Au sud : Bascuñana
- À l'ouest : Viloria de Rioja

## Démographie
| 1991 |  | 1996 |  | 2001 |  | 2004 |  | 2007 |
| ---- |  | ---- |  | ---- |  | ---- |  | ---- |
| 95   |  | 83   |  | 79   |  | 70   |  | 60   |

## Histoire
La ville, qui s'appela Pun jusqu'au XVIe siècle, doit son nom actuel à l'évêque Delgado dont la tombe fut découverte dans l’église.

## Culture et patrimoine

### Pèlerinage de Compostelle
Par le Camino francés du Pèlerinage de Saint-Jacques-de-Compostelle, le chemin vient de Redecilla del Camino, première ville de Castille-et-León.
La prochaine halte est Viloria de Rioja.

### Patrimoine religieux
L’église San Pedro
Du XVIe siècle, elle possède des fonts baptismaux romans.
L’ermitage de Santa María del Campo
Il arbore un portique du XVIIIe siècle.

### Patrimoine civil
- À côté de l’église se trouve l'ancien hôpital en l’honneur de l’Apôtre Saint Jacques.

## Sources et références
- (es) Cet article est partiellement ou en totalité issu de l’article de Wikipédia en espagnol intitulé « Castildelgado » (voir la liste des auteurs).
- Grégoire, J.-Y. & Laborde-Balen, L. , « Le Chemin de Saint-Jacques en Espagne - De Saint-Jean-Pied-de-Port à Compostelle - Guide pratique du pèlerin », Rando Éditions, mars 2006,  (ISBN 2-84182-224-9)
- « Camino de Santiago St-Jean-Pied-de-Port - Santiago de Compostela », Michelin et Cie, Manufacture Française des Pneumatiques Michelin, Paris, 2009,  (ISBN 978-2-06-714805-5)
- « Le Chemin de Saint-Jacques Carte Routière », Junta de Castilla y León, Editorial Everest